# Padarożża
Padarożża (biał. Падарожжа; ros. Подорожье) – wieś na Białorusi, w obwodzie mińskim, w rejonie soligorskim, w sielsowiecie Akciabr.